# Серезоль, Виктор
Виктор Серезоль (20 апреля 1830, Фридрихсдорф — 14 апреля 1892) — швейцарский историк и дипломат, брат пастора и литератора Альфреда Серезоля.

## Биография
Виктор Серезоль родился во Фридрихсдорфе (около Хомбурга) в семье пастора из Веве. В 1859 году отправился в Венецию, где стал домашним учителем в патрицианском семействе Пападополи. За свои симпатии к итальянскому освободительному движению дважды изгонялся из города австрийскими властями, но в 1867 году занял должность консула Швейцарской конфедерации в Венеции и занимал её до конца жизни. Управление архивов Венеции предложило ему также одним из уполномоченных в деле восстановления различных документов и регистров, вывезенных аббатом Дюдеком в Вену после свержения австрийской власти. Занявшись этим, Серезоль
получил из венецианских архивов обильные материалы для проведения исследований, результаты которых пролили свет на историю ранних отношений швейцарцев с венецианскими дожами.
Главные работы: «Lausanne et le canton de Vaud» (1860, на немецком языке); «La République de Venise et les Suisses» (1864), «La Vérité sur les déprédations autrichiennes», «Les Dépêches de Jean-Baptiste Padovanino écrites de Zurich 1607—1608» (1878), «J. J. Rousseau à Venise» (1885), «Documents diplomatiques sur l’Escalade de Genève» (1877). Большое количество статей его авторства было напечатано в журнале «l’Art» в 1876—1888 годах.